# مثله

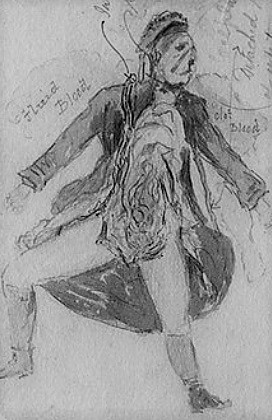
نقاشی جراح پلیس که جسد مثله‌شده چهارمین قربانی جک قصاب را نشان می‌دهد، همان‌طور که در ۳۰ سپتامبر ۱۸۸۸ کشف شد.

مثله (واژۀ عربی، از لاتین: mutilus) به آسیب شدید به بدن اشاره دارد که تأثیر مخربی بر کیفیت زندگی فرد دارد. همچنین می‌تواند به تغییرهایی اشاره کند که چیزی را پست، زشت، ناکارآمد یا ناقص می‌کند. در دوران مدرن، این اصطلاح بار معنایی منفی دارد.
برخی از گروه‌های نژادی آیین مثله، مانند خراش دادن بدن، سوزاندن، شلاق زدن، خالکوبی و پیچاندن، به عنوان بخشی از مراسم تصویب‌شده دارند. در برخی موارد،، این واژه ممکن است برای پیکر مردگان، مانند سربازان مثله‌شده پس از کشتن آنها توسط دشمن نیز رخ دهد. اخته کردن نیز بخشی از مثله پنداشته می‌شود.